# NGC 7588
NGC 7588 (другие обозначения — PGC 70983, MCG 3-59-31, ZWG 454.30, ARAK 581, NPM1G +18.0587) — галактика в созвездии Пегас.
Этот объект входит в число перечисленных в оригинальной редакции «Нового общего каталога».